# Ocotea ligulata
Ocotea ligulata är en lagerväxtart som beskrevs av H. van der Werff. Ocotea ligulata ingår i släktet Ocotea och familjen lagerväxter. Inga underarter finns listade i Catalogue of Life.